# Saint-Sornin-Leulac
Pour les articles homonymes, voir Saint-Sornin.
Saint-Sornin-Leulac (Sent Sòrnin en occitan marchois) est une commune française située dans la région naturelle de la Basse Marche, dans le département de la Haute-Vienne, en région Nouvelle-Aquitaine. Elle est située sur la route Centre-Europe Atlantique.

## Géographie

### Localisation

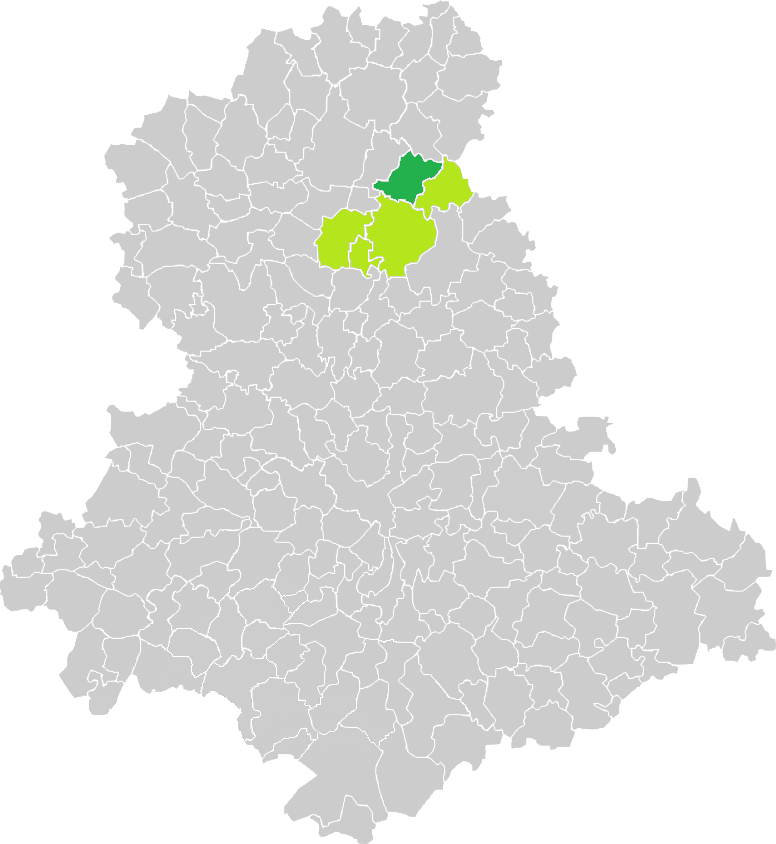
Situation de la commune de Saint-Sornin-Leulac en Haute-Vienne.

|                       | Saint-Hilaire-la-Treille |                       |
| Dompierre-les-Églises | Saint-Sornin-Leulac      | Saint-Amand-Magnazeix |
|                       | Châteauponsac            |                       |

### Géologie et relief
La superficie de la commune est de 3 228 hectares ; son altitude varie de 246  à   365 mètres.

### Hameaux et lieux-dits
Les petites hauteurs où les villages sur lesquelles ils sont situés, sont dénommées des « peux » (daus peugs en occitan marchois), mot issu du gallo-romain podium « petite éminence ».
On trouve sur la commune :
- le Peu Francilloux
- le Peu Gout
- le Peu Grand
- le Peu Sagnol
- le Puybesson (Peu Bessou, en dialecte local : bas-marchois)
- le Puymarchou (Peu Marchou, en dialecte local)
- le Puychaumet  (Peu Chaumat, en dialecte local).

### Risques sismiques
Le territoire de la commune est situé sur un élément de plaque sensible aux mouvements tectoniques, entre deux failles géologiques actives : celle de Nantiat à l'ouest et celle d'Arrènes en Creuse à l'est. Divers tremblements de terre, d'intensité variable, ont été ressentis dans la région proche, au cours des siècles passés et sont connus par les Annales, les chroniques diverses, les registres paroissiaux et ceux de l'état civil, depuis au moins l'année 1579.
Les chroniques de l'abbaye de Grandmont en rapportent un qui se produisit le 10 août 1579 à Grandmont et qui dura une heure : « il causa tant de frayeur à ceux qui assistaient à la grand messe qu'ils se mirent en fuite croyant être en danger de mort ».
Le 20 décembre 1604, un tremblement de terre particulièrement puissant est ressenti à Lussac-les-Eglises durant la messe : il dure un quart d'heure. On peut penser qu'il fut d'assez forte intensité, puisque le 1er janvier 1605, une heure avant qu'il fasse jour, un violent tremblement de terre se fit sentir dans la province de la Marche, à trois reprises distinctes : il s'agit très probablement de répliques du précédent.

### Environnement
Le dernier grand-duc de la commune a été vu vers 1965, dans un bois, près du village du Croizet, lors de l'abattage d'un vieux chätaignier creux dans lequel il avait trouvé refuge.

#### Botanique

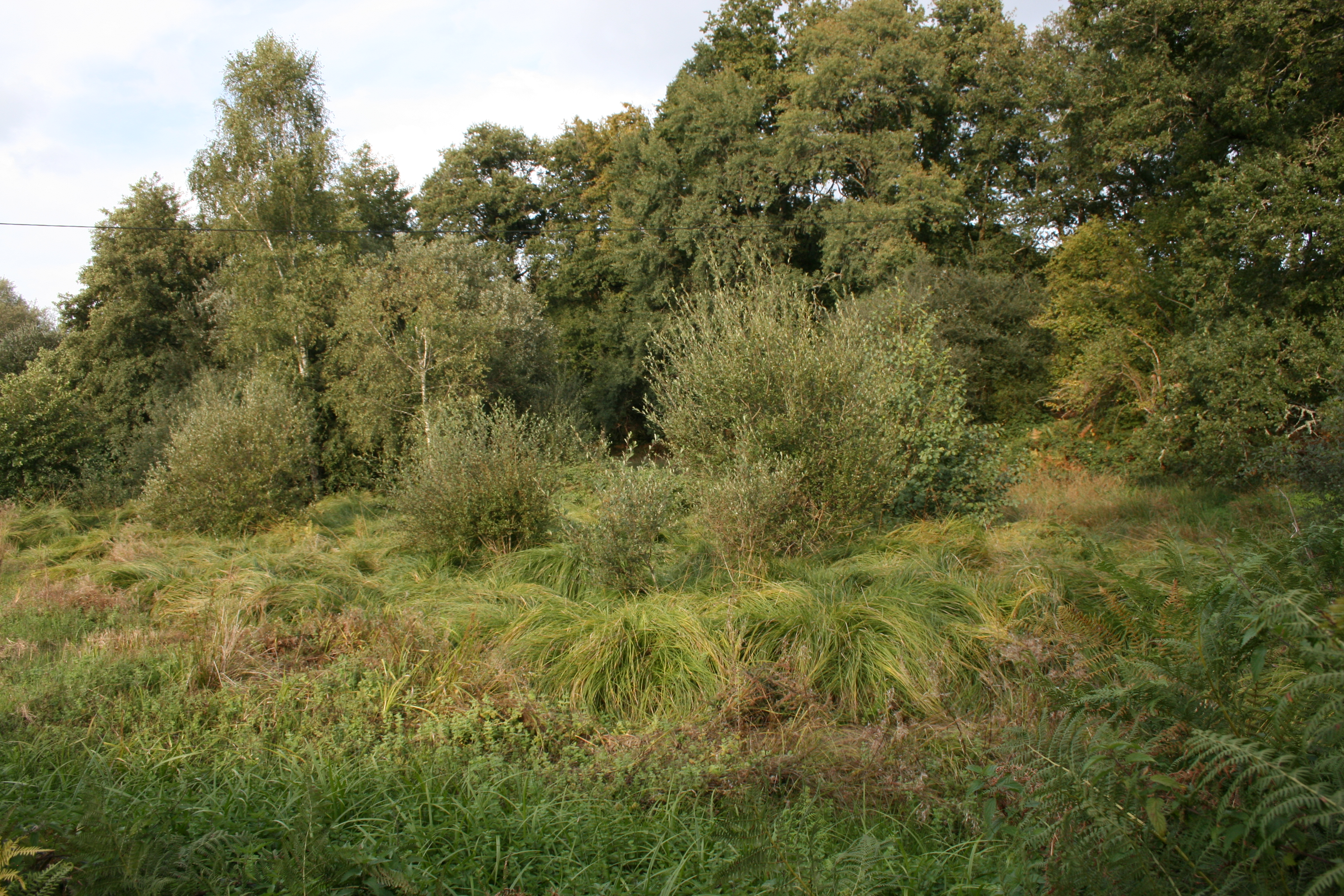
Tourbière de Vaupoutour (en septembre 2015).

Près du village de Vaupoutour, une petite tourbière à sphaignes, boisée de bouleaux et d'aulnes, offre une grande richesse végétale, avec de beaux carex bien implantés.
Non loin de là, quelques pieds d'adenocarpus complicatus, plante rare dans la région, sont fixés sur les talus de la route, orientés au sud. Enfin, dans le lit de la Brame, on peut découvrir quelques beaux spécimens d'Osmonde royale (Osmunda regalis).
Remarquons également qu'une châtaigneraie subsiste encore au lieu-dit Pierrebrune. Elle fut vraisemblablement plantée après le terrible hiver de 1708/1709 qui vit périr la majorité de ces arbres nourriciers dans la contrée.

### Hydrographie
La ligne de partage des eaux entre le bassin de la Brame et celui de la Semme passe en dessous du village du Puybesson, sur la route de Châteauponsac.
La commune est traversée par la rivière la Brame, avec ses affluents : le ruisseau des planchettes, qui prend sa source sur la commune de Saint-Amand-Magnazeix, le ruisseau des écrevisses et le ruisseau de Montulat.
La Brame est une rivière dite de ruissellement dont le débit est directement fonction des précipitations, donc très irrégulier, comme presque tous les cours d'eau issus du nord du Limousin.
La commune compte plusieurs étangs : l'étang de Chantegrelle, l'étang des Chassagnes, l'étang communal (dit de Rodier), l'étang des Houillères, l'étang de la Vergne et les étangs de Villemont.

### Climat
Pour des articles plus généraux, voir Climat de la Nouvelle-Aquitaine et Climat de la Haute-Vienne.
Historiquement, la commune est exposée à un climat océanique limousin.  
En 2020, Météo-France publie une typologie des climats de la France métropolitaine dans laquelle la commune est exposée à un climat océanique altéré et est dans la région climatique Ouest et nord-ouest du Massif Central, caractérisée par une pluviométrie annuelle de 900 à 1 500 mm, maximale en automne et en hiver.
Pour la période 1971-2000, la température annuelle moyenne est de 10,7 °C, avec une amplitude thermique annuelle de 14,8 °C. Le cumul annuel moyen de précipitations est de 967 mm, avec 12,4 jours de précipitations en janvier et 7,7 jours en juillet. Pour la période 1991-2020, la température moyenne annuelle observée sur la station météorologique la plus proche, située sur la commune de Magnac-Laval à 10 km à vol d'oiseau, est de 12,0 °C et le cumul annuel moyen de précipitations est de 880,4 mm,. Pour l'avenir, les paramètres climatiques de la commune estimés pour 2050 selon différents scénarios d'émission de gaz à effet de serre sont consultables sur un site dédié publié par Météo-France en novembre 2022.

### Voies de communication et transports

#### Historique

##### Malle-poste
1851 : création d'un transport de personnes, par malle-poste sur la route Poitiers - Guéret  (relais à Saint-Sornin-Leulac et au Dorat - arrêt à Magnac-Laval).
- À Saint-Sornin, la poste s'arrêtait devant l'Hôtel des voyageurs, place du marché.

##### Tramway
Un système départemental de transports est décidé par le conseil général en 1905. Il rendra d'énormes services aux populations des campagnes jusqu'en 1949 et, même s'il n'est pas très rapide, le Tram est accessible à tout le monde et permet un aller-retour journalier avec Limoges. Il permet également une liaison vers l'ouest et une connexion au réseau des trains, à partir de Chateauponsac.
1909 : création de la compagnie des Chemins de Fer Départementaux de Haute Vienne (CDHV).
En 1912, ouverture de la ligne de Limoges à Chateauponsac. En 1913, l'ouverture de la section Chateauponsac - Saint Sulpice-les-Feuilles parachève la ligne qui dessert Saint-Sornin-Leulac.

##### Bus
En 1948, le conseil général de la Haute-Vienne décide de la création de la régie départementale des transports de la Haute-Vienne et de la suppression des chemins de fer départementaux.

#### En 2015
Le bourg est situé au carrefour de la RN 145, reliant Bellac à Saint-Victor, au nord de Montluçon, et la route départementale D 44, reliant Chateauponsac à Les Grands-Chézeaux.

## Toponymie
Sornin est une déformation par le parler local de Saturnin ou Sernin, évêque de Toulouse, martyrisé en 257.
Saint Saturnin ou Sornin lemovicq est mentionné dans un acte d'achat de 1417. L'adjectif lemovicq viendrait du fait que les curés étaient nommés par l'évêque de Limoges.
Saint Sornin est attesté en 1599, comme faisant partie du fief du Seigneur de Dompierre, Jean Pouthe, chevalier.
Saint Saturnin figure dans un acte de mariage du 23 février 1672.
Saint Sornin Magnazeix est cité dans un acte de mariage du 27 juillet 1746.
Durant la Révolution, la commune porte le nom de Sornin-le-Pont.
Saint-Sornin-leulat en 1793.
Saint-Sornin-Leulat puis Saint-Sornin-Leulac en 1801.

## Urbanisme

### Typologie
Au 1er janvier 2024, Saint-Sornin-Leulac est catégorisée commune rurale à habitat très dispersé, selon la nouvelle grille communale de densité à sept niveaux définie par l'Insee en 2022.
Elle est située hors unité urbaine et hors attraction des villes,.

### Occupation des sols
L'occupation des sols de la commune, telle qu'elle ressort de la base de données européenne d’occupation biophysique des sols Corine Land Cover (CLC), est marquée par l'importance des territoires agricoles (92,3 % en 2018), une proportion sensiblement équivalente à celle de 1990 (92,6 %). La répartition détaillée en 2018 est la suivante : 
prairies (64,6 %), zones agricoles hétérogènes (23,1 %), forêts (6,8 %), terres arables (4,6 %), zones urbanisées (0,8 %). L'évolution de l’occupation des sols de la commune et de ses infrastructures peut être observée sur les différentes représentations cartographiques du territoire : la carte de Cassini (XVIIIe siècle), la carte d'état-major (1820-1866) et les cartes ou photos aériennes de l'IGN pour la période actuelle (1950 à aujourd'hui).

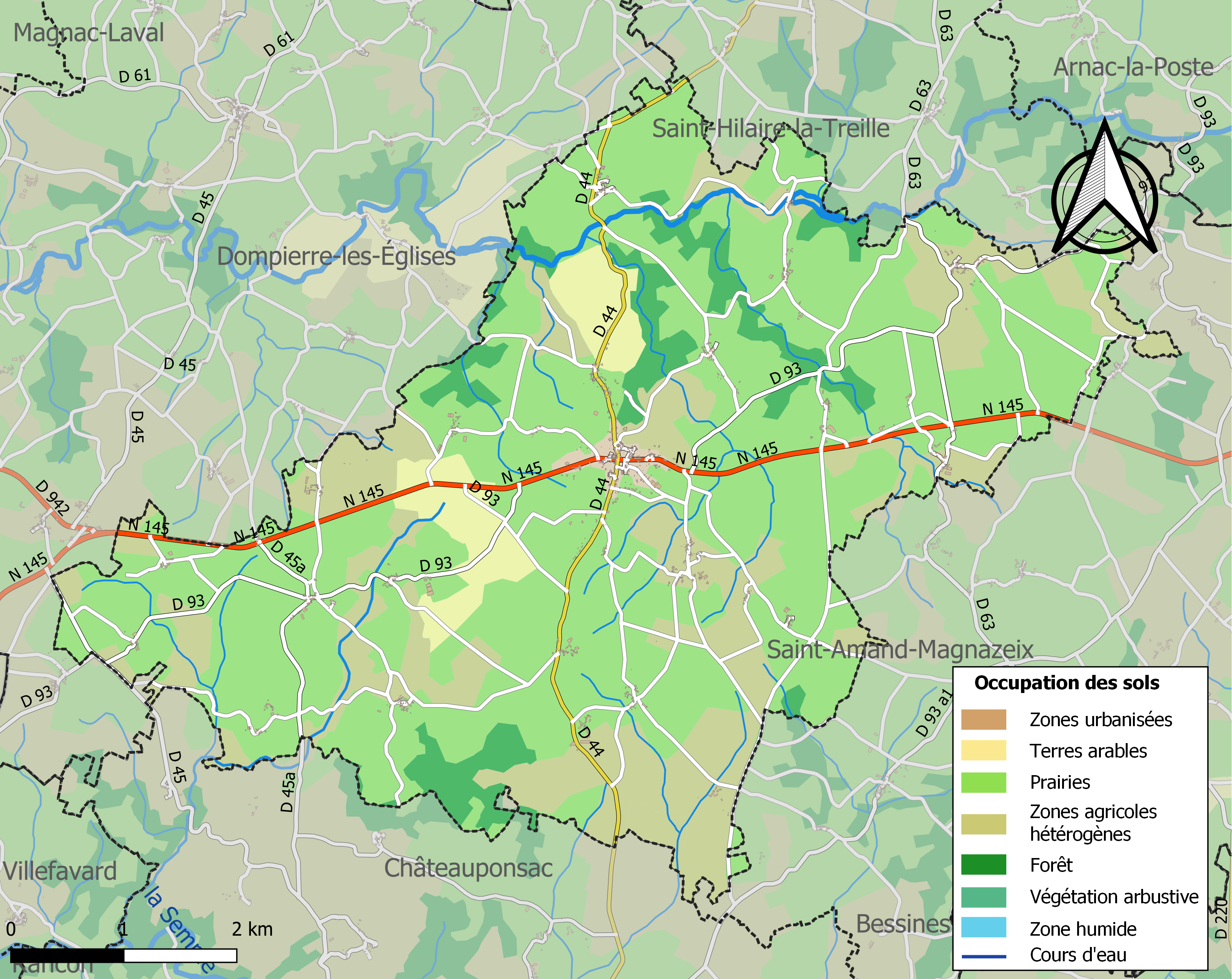
Carte des infrastructures et de l'occupation des sols de la commune en 2018 (CLC).

### Morphologie urbaine

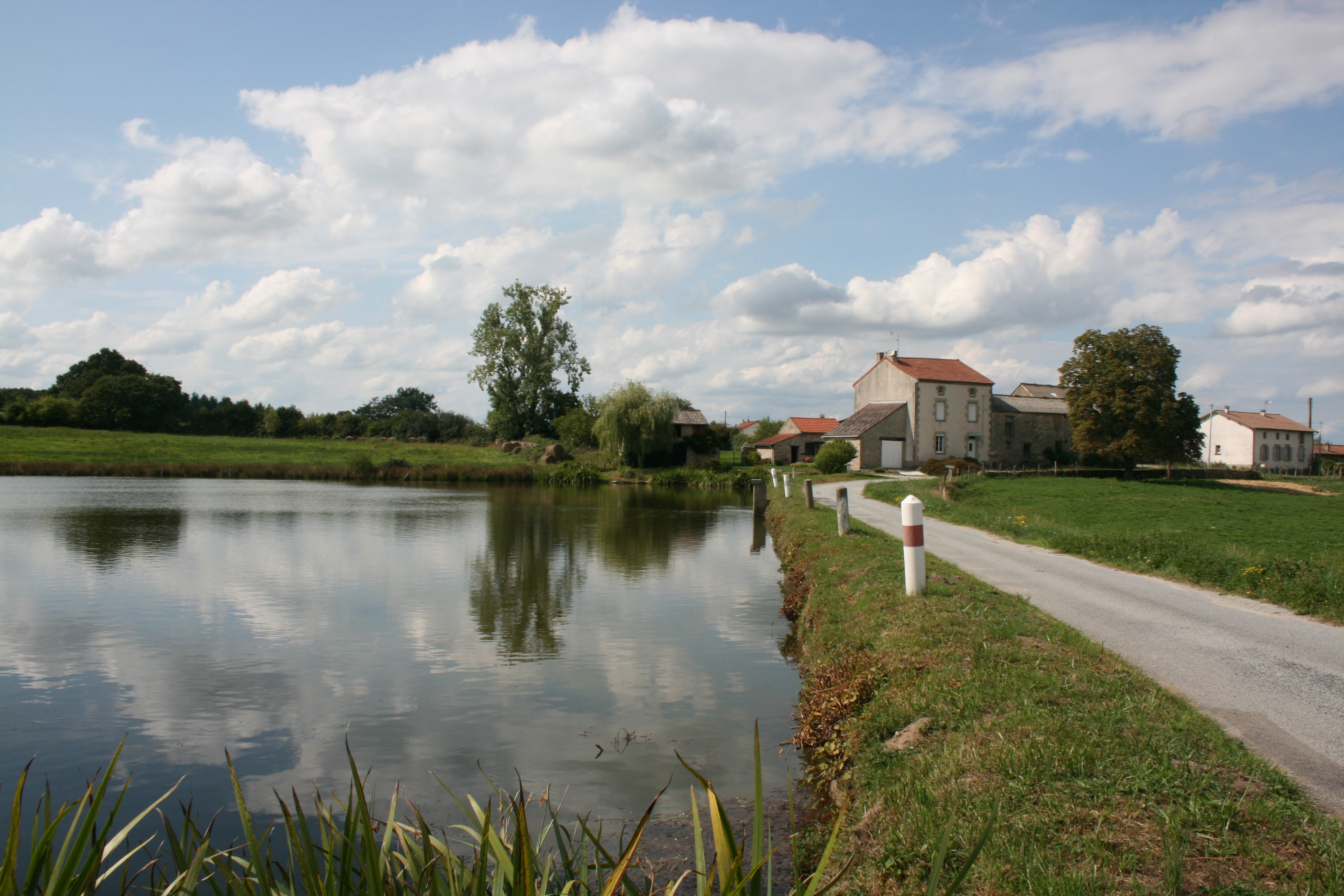
Village et étang des Houillères (en septembre 2015).

#### Le bourg
Il était autrefois structuré par de nombreux quartiers dont les noms de certains perdurent dans la dénomination des rues, d'autres dans la mémoire collective:
Le Barry, La Butte aux forges, Le Chiron, La Garenne, La Californie, Pierrebrune, Le peu Gout.

#### Les villages
En sus de son bourg principal, le territoire de la commune comprend de nombreux villages, tant dans l'ancienne commune de Saint-Priest-le-Betoux que dans celle de Saint-Sornin-Leulac.
L'ancienne commune de Saint-Sornin-Leulac compte 24 villages : Bonnet (Chez),la Bussière, Busserolles, les Champs, Chantegrelles, ce village est nommé Chantegrole sur le cadastre de 1830 (tableau d'assemblage). Ce nom signifie soit « Chantegrillons » soit « Chantecorbeaux » En occitan : grôlas = corbeaux), le Champaureix (anciennement le Champ-au-Reix), les Chassagnes
, le Courtioux, le Croizet, les Fougères (dont une partie est sur le territoire de la commune de Saint-Amand-Magnazeix), les Houillères,issu du nom déformé par l'usage  les Olliéres, Lacour, Lavaud, Lavaud (Moulin de) sur la Brame, le Monteil, Montulat, Rampiottes (Moulin des), le Puybesson, le Puy-Chaumet, Puymarchoux, Vaupoutour, la Vergne, Villemacheix, Lazaphix
.
Le territoire de l'ancienne commune de Saint-Priest-le-Betoux recouvre six villages : la Croix-Blanche, le Pin-Bernard, le Pingrelaud (anciennement Pin-Grebaud), Planechaud, le Puymarchoux et l'ancien village fortifié de Villemont.

### Logement
En 2012, le nombre total de logements dans la commune était de 421, alors qu'il était de 408 en 2007.
Parmi ces logements, 71,7 % étaient des résidences principales, 16,9 % des résidences secondaires et 11,6 % des logements vacants. Ces logements étaient pour 95,4 % d'entre eux des maisons individuelles et pour 3,8 % des appartements.
La proportion des résidences principales, propriétés de leurs occupants était de 79,8 %, en légère augmentation par rapport à 2007 (78,5 %). La part de logements HLM loués vides (logements sociaux) était de 1,3 % comme en 2007.

### Projets d'aménagements
La commune prévoit, en partenariat avec la société Ostwind, l'installation de 5 éoliennes, autour du village du Puybesson et de 3 autres, le long de la RN 145,en face de l'usine TIGR.La communauté de communes prévoit la mise en place de la fibre optique et la création d'une nouvelle station-service à Lacour.

## Histoire

### Préhistoire

#### Paléolithique

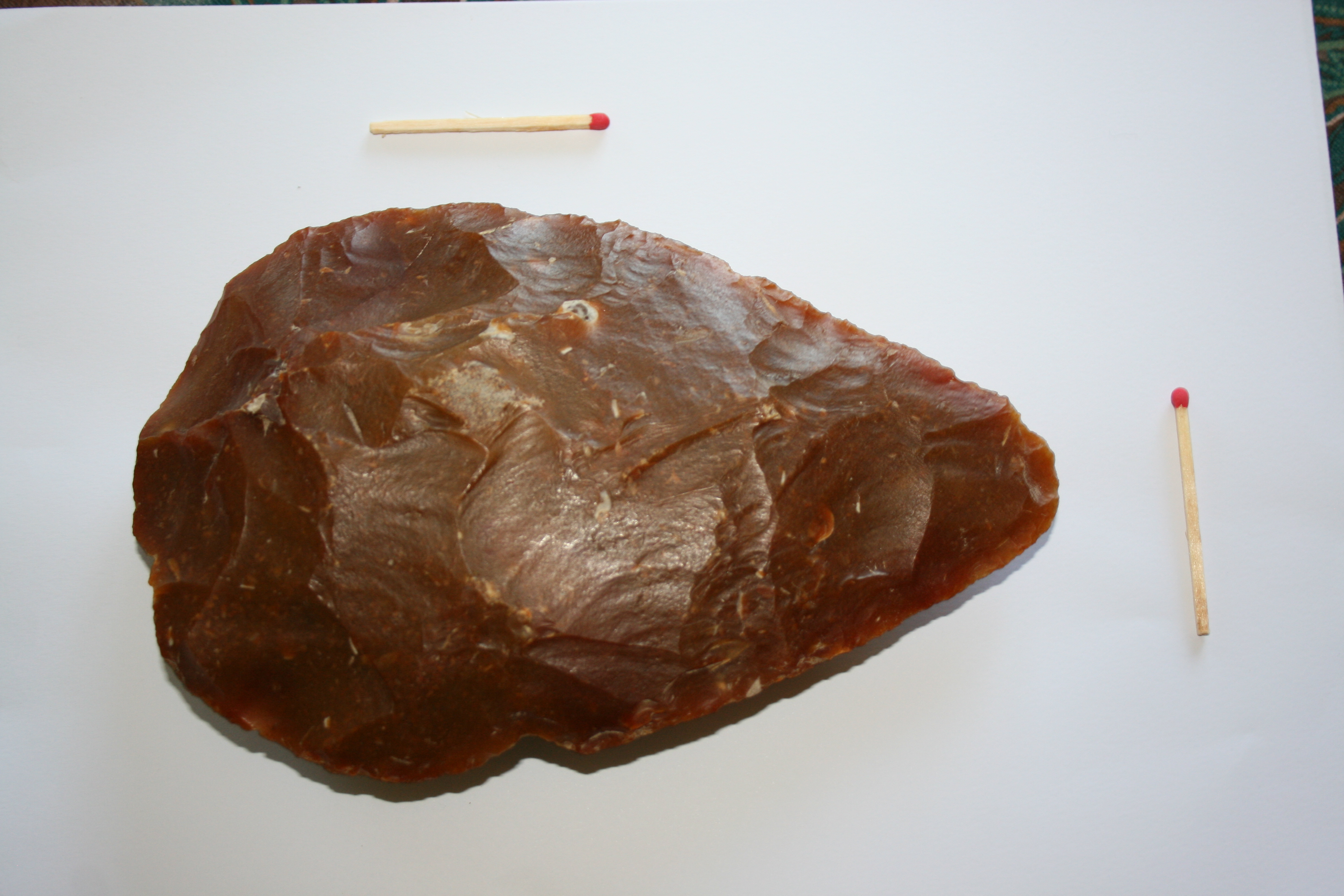
Exemple de grattoir en silex blond du Poitou.

Les découvertes fortuites de rares outils de silex ou de quartz taillés, lors des labours des années 1950 et antérieures, laissent à penser que le territoire de la commune a vu passer quelques groupes de chasseurs-cueilleurs de cette époque.
Comme pour la région de la Basse-Marche en général, il est probable qu'ils venaient de la zone Poitevine, en passant par la « trouée de Nantiat », sillon géologique plat, sans difficultés de progression particulières.

#### Néolithique
Pas de monuments résiduels, ni de découvertes pour cette période sur la commune, mais des documents lithiques peuvent avoir été détruits par ignorance, au cours du remembrement des années 1970 et par les labours profonds ultérieurs. Par ailleurs, dans les localités proches figurent des dolmens (Saint-Léger-Magnazeix, Mailhac-sur-Benaize) et des menhirs (Châteauponsac) qui attestent de la présence de peuplades néolithiques sédentarisées dans la région.

### Époque gallo-romaine
Quelques témoignages d'occupation gallo-romaine sur la commune :
En 1883 et 1884, fut mise à jour, au village des Chassagnes, une nécropole à incinération contenant 25 sépultures au moins, contenant des coffres en pierre et des urnes en céramique (cf. note 1).
Vers 1890, au village du Peu Marchoux (ancienne commune de Saint-Priest-le-Betoux), fut trouvé un coffre funéraire en pierre à couvercle conique, qui est conservé dans les collections de l'hôpital de Magnac-Laval.
Au village du Monteil, sur la parcelle dénommée « cimetière des chiens », furent également découvert en 1966, au cours d'un labour, deux coffres funéraires en granit, contenant une urne en verre remplie de cendre d'ossements. L'un d'eux est exposé sur la pelouse, devant l'église.

### Moyen Âge
Lors de la fondation du prieuré des Bronzeaux, en 1172, il est vraisemblable que Saint-Sornin appartienne au fief des seigneurs de Magnac, qui sont quatre : Guillaume, Pierre, Étienne et Geoffroy Chauvet.

### Temps modernes
1564, Saint-Sornin-Leulac est dans le fief des seigneurs de Dompierre (les églises).
Saint-Sornin Magnazeix dépendait de la Seigneurie de Magnac (Laval), très vaste, environ 220 km2, à tel point que l'on parlait du pays de Magnac, composé également des paroisses de Saint-Léger-Magnazeix, de Saint-Amand-Magnazeix et de Saint-Hilaire-Magnazeix, aujourd'hui : Saint-Hilaire-la-Treille.
En 1564, une communauté de prêtres est chargée du service de la paroisse. La cure dépend de l'archiprêtré de Rancon. C'est l'évêque de Limoges qui procède à la nomination des curés.
En 1738, les villages qui doivent encore diverses redevances (rentes, dîmes et autres droits) au prieuré des Bronzeaux sont les suivants : le Monteil, Chantegrelle, la Bussière, le Croizet, le Puy-Chaumet, Villemacheix au sein de la paroisse de Saint-Sornin-Leulac et Planechaud, Villemont, la tenure Guimbard (village disparu) au sein de celle de Saint-Priest-le-Betoux.

### Révolution française et Empire
Le 9 thermidor an IV (23 juillet 1796), le presbytère et ses dépendances sont vendus comme biens nationaux à un certain Rouffignac, pour la somme de 1 080 francs.

### Époque contemporaine

#### Le mythe de la ruée vers l'or

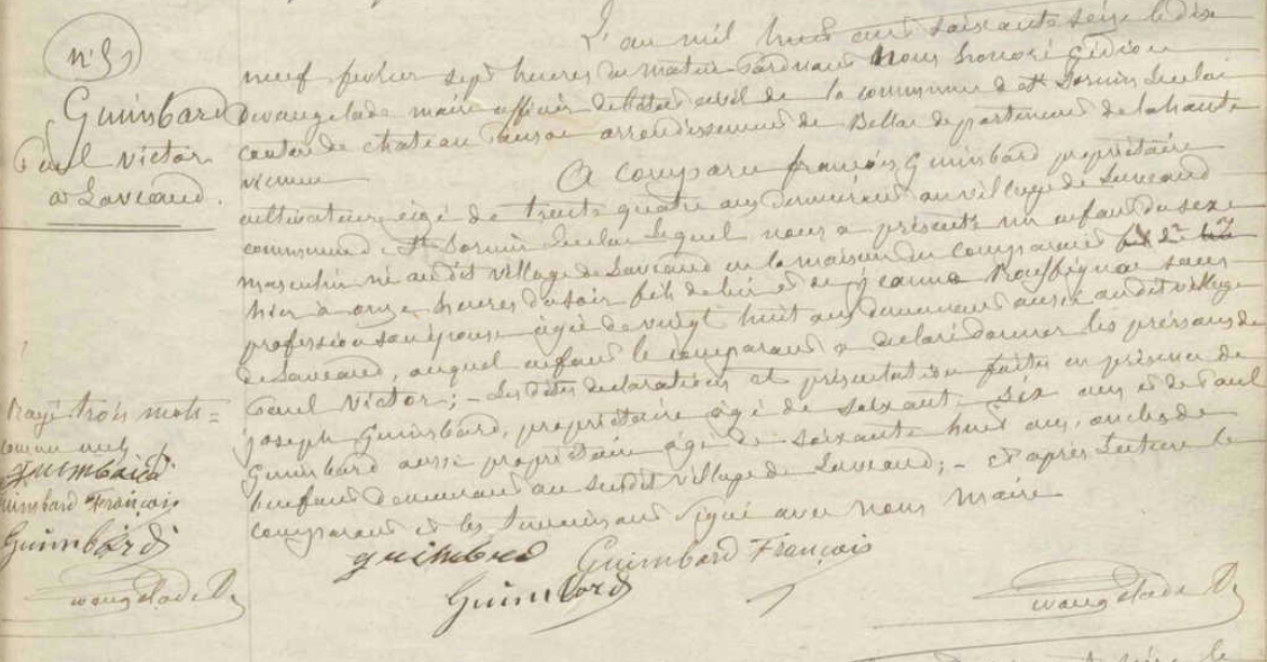
Acte de naissance de Paul Victor Guimbard (mars 2016).

Il est possible de reconstituer en partie, l'histoire peu ordinaire d'un habitant de Saint-Sornin-Leulac, Victor Guimbard, né au village de Lavaud le 19 février 1876 et parti chercher de l'or à Fairbanks (Alaska). On retrouve son passage sur les registres de l'immigration d'Ellis Island (New York). Embarqué au Havre, il descend du navire à vapeur la Louisiane le 31 décembre 1905, c'est son troisième voyage, après ceux de 1900 et 1904. Selon sa déclaration, il a 28 ans et voyage seul avec 240 dollars en poche, il est célibataire. Sur le registre des passagers, il déclare savoir lire et écrire. Il dit aussi aller à Fairbanks, Alaska, où il habite (home) et se déclare comme miner (chercheur d'or). De l'or avait, en effet, été découvert à Fairbanks en 1902. Malheureusement, son histoire se termine mal. Il se noie accidentellement, aux environs du 1er octobre 1920, en tombant dans la rivière Kenaï, péninsule de Borough, Alaska. Il repose dans la tombe no 21/53 du cimetière de Cooper Landing (Alaska),. Il devait être l'un des derniers prospecteurs de cette localité qui n'en comptait plus que 21 en 1900. Il n'y a pas de dates sur sa sépulture.

### Depuis 1914
Au mois de mars 1940, la commune de Saint-Sornin-Leulac avait installé 540 Alsaciens, réfugiés de la commune de Birlenbach sur son territoire.
Le 1er janvier 1973, la commune fusionne avec la commune voisine de Saint-Priest-le-Betoux (fusion association),. La nouvelle commune dont le chef-lieu est Saint-Sornin-Leulac a une population de 798 habitants pour une superficie de 3 227 hectares, addition de :
- la population de 668 habitants de Saint-Sornin-Leulac pour une superficie de 2 567 hectares ;
- la population de 130 habitants de Saint-Priest-le-Betoux pour une superficie de 660 hectares.

## Politique et administration

### Administration municipale
Le nombre d'habitants au dernier recensement étant compris entre 500 et 1 499, le nombre de membres du conseil municipal est de 15.

### Liste des maires
| Période                                  | Période   | Identité                  | Étiquette | Qualité                                        |
| ---------------------------------------- | --------- | ------------------------- | --------- | ---------------------------------------------- |
| Les données manquantes sont à compléter. |           |                           |           |                                                |
| 1791                                     | 1793      | Michel Marchadier         |           | Agent municipal                                |
| 1793                                     | 1795      | Pierre Gabot              |           | Officier Public                                |
| 1795                                     | 1796      | Pierre Rouffignac         |           | Agent municipal                                |
| 1796                                     | 1799      | Michel Marchadier         |           | Agent municipal                                |
| 1799                                     | 1815      | Joseph Marchadier         |           |                                                |
| 1815                                     | 1825      | Joseph Rouffignac         |           |                                                |
| 1825                                     | 1830      | Antoine Doueirat          |           |                                                |
| 1830                                     | 1846      | Jean Marchadier           |           |                                                |
| 1846                                     | 1848      | Louis Gabriel Redaud      |           |                                                |
| 1848                                     | 1848      | Jean Marchadier           |           |                                                |
| 1848                                     | 1888      | Honoré Gédéon Devaugelade |           | Notaire                                        |
| 1888                                     | 1894      | Paul Giraud               |           |                                                |
| 1894                                     | 1911      | Frédéric Salesse          |           |                                                |
| 1911                                     | 1912      | Antoine Dumaubert         |           | Épicier                                        |
| 1912                                     | 1921      | Pierre Cardineaud         |           |                                                |
| 1921                                     | 1927      | Louis Bognaud             |           | Médecin                                        |
| 1927                                     | 1937      | Pierre Cardineaud         |           |                                                |
| 1937                                     | 1937      | Théophile Cousty          |           |                                                |
| 1937                                     | 1944      | Jules Marchadier          |           | Négociant                                      |
| 1944                                     | 1952      | Emile Dumaubert           |           | Épicier                                        |
| 1952                                     | 1965      | Gédeon Aucuit             |           | Agriculteur                                    |
| 1965                                     | 1971      | Marcel Mocœur             | PS        | Enseignant                                     |
| 1971                                     | 2015      | Marcel Leterre            |           | Retraité Fonction Publique                     |
| 2015                                     | juin 2016 | Christine Noël            |           | Chef d'entreprise                              |
| juin 2016                                | 2020      | Ludovic Dubois            | LREM      | Cadre supérieur d'entreprise, Député suppléant |
| 2020                                     | En cours  | Didier Pinel              |           | Médecin retraité                               |

### Politique environnementale
La municipalité a décidé depuis trois ans de ne plus utiliser systématiquement les désherbants chimiques pour les trottoirs et bordures diverses. Par ailleurs, les épaulements des emprises des routes communales ne sont plus fauchées au printemps, pour favoriser la floraison et la reproduction des plantes sauvages ainsi que les insectes butineurs.
Chaque hameau de la commune va bientôt disposer de sa microstation d'épuration des eaux usées, avec des roseaux ou des filtres à sable.
Le plan d'enfouissement des réseaux électrique, d'eau et de téléphone est terminé dans le bourg, depuis l'année 2013.

### Démographie
Les habitants de la commune sont appelés les Saint-Sorlaciens.
L'évolution du nombre d'habitants est connue à travers les recensements de la population effectués dans la commune depuis 1793. Pour les communes de moins de 10 000 habitants, une enquête de recensement portant sur toute la population est réalisée tous les cinq ans, les populations de référence des années intermédiaires étant quant à elles estimées par interpolation ou extrapolation. Pour la commune, le premier recensement exhaustif entrant dans le cadre du nouveau dispositif a été réalisé en 2004.

En 2022, la commune comptait 562 habitants, en évolution de −15,49 % par rapport à 2016 (Haute-Vienne : −0,68 %, France hors Mayotte : +2,11 %).
| 1793  | 1800 | 1806  | 1821  | 1831  | 1836  | 1841  | 1846  | 1851  |
| ----- | ---- | ----- | ----- | ----- | ----- | ----- | ----- | ----- |
| 1 016 | 918  | 1 030 | 1 134 | 1 219 | 1 257 | 1 224 | 1 260 | 1 303 |

| 1856  | 1861  | 1866  | 1872  | 1876  | 1881  | 1886  | 1891  | 1896  |
| ----- | ----- | ----- | ----- | ----- | ----- | ----- | ----- | ----- |
| 1 285 | 1 260 | 1 257 | 1 205 | 1 233 | 1 228 | 1 224 | 1 275 | 1 267 |

| 1901  | 1906  | 1911  | 1921  | 1926  | 1931 | 1936 | 1946 | 1954 |
| ----- | ----- | ----- | ----- | ----- | ---- | ---- | ---- | ---- |
| 1 228 | 1 241 | 1 185 | 1 041 | 1 001 | 915  | 908  | 880  | 752  |

| 1962 | 1968 | 1975 | 1982 | 1990 | 1999 | 2004 | 2006 | 2009 |
| ---- | ---- | ---- | ---- | ---- | ---- | ---- | ---- | ---- |
| 704  | 668  | 672  | 675  | 600  | 623  | 657  | 643  | 649  |

| 2014 | 2019 | 2022 | - | - | - | - | - | - |
| ---- | ---- | ---- | - | - | - | - | - | - |
| 651  | 577  | 562  | - | - | - | - | - | - |

## Économie

### Revenus de la population et fiscalité
En 2011, le revenu fiscal médian par ménage était de 25 248 €, ce qui plaçait Saint-Sornin-Leulac au 24 441e rang parmi les 31 886 communes de plus de 49 ménages en métropole.

### Emploi
En 2012, la population âgée de 15 à 64 ans s'élevait à 345 personnes, parmi lesquelles on comptait 71,3 % d'actifs dont 61,7 % ayant un emploi et 9,6 % de chômeurs.
On comptait 161 emplois dans la zone d'emploi, contre 198 en 2007. Le nombre d'actifs ayant un emploi résidant dans la zone d'emploi étant de 214, l'indicateur de concentration d'emploi est de 75,2 %, ce qui signifie que la zone d'emploi offre seulement trois emplois pour quatre habitants actifs.

### Entreprises et commerces
Au 31 décembre 2012, Saint-Sornin-Leulac comptait 76 établissements : 27 dans l’agriculture-sylviculture-pêche, 8 dans l'industrie, 7 dans la construction, 27 dans le commerce-transports-services divers et 7 étaient relatifs au secteur administratif.
En 2013, 2 entreprises ont été créées à Saint-Sornin-Leulac, les 2 par des autoentrepreneurs.

## Culture locale et patrimoine

### Lieux et monuments

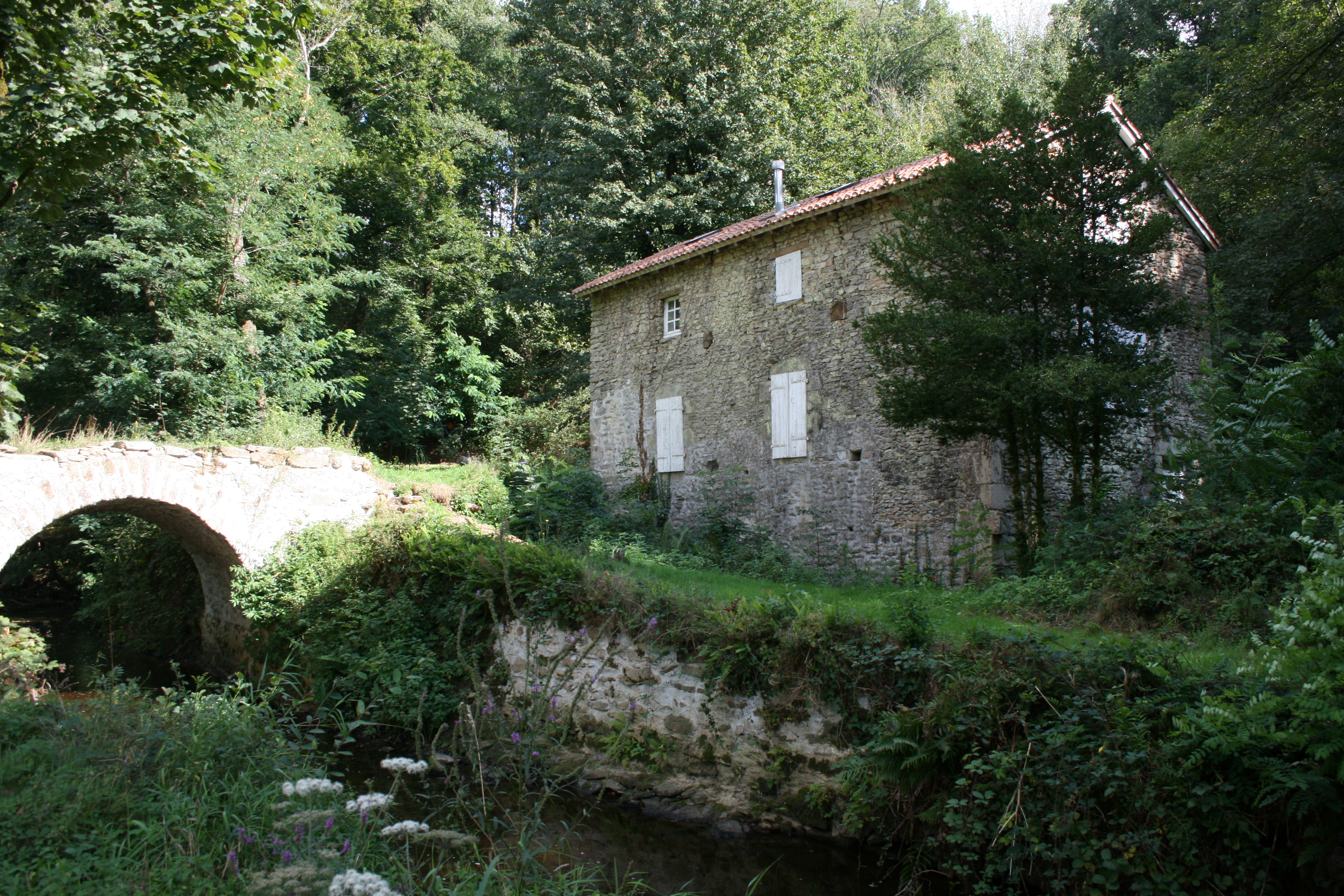
Moulin des Rampiottes (en septembre 2015).

La commune ne compte pas de monument, ni d'objet répertorié à l'inventaire des monuments historiques,. Elle ne compte pas non plus de lieu, monument ou objet répertorié à l'inventaire général du patrimoine culturel,.
Cependant :
- plusieurs souterrains refuge ont été découverts sur le territoire de la commune (Busserolles, Montulat) ;

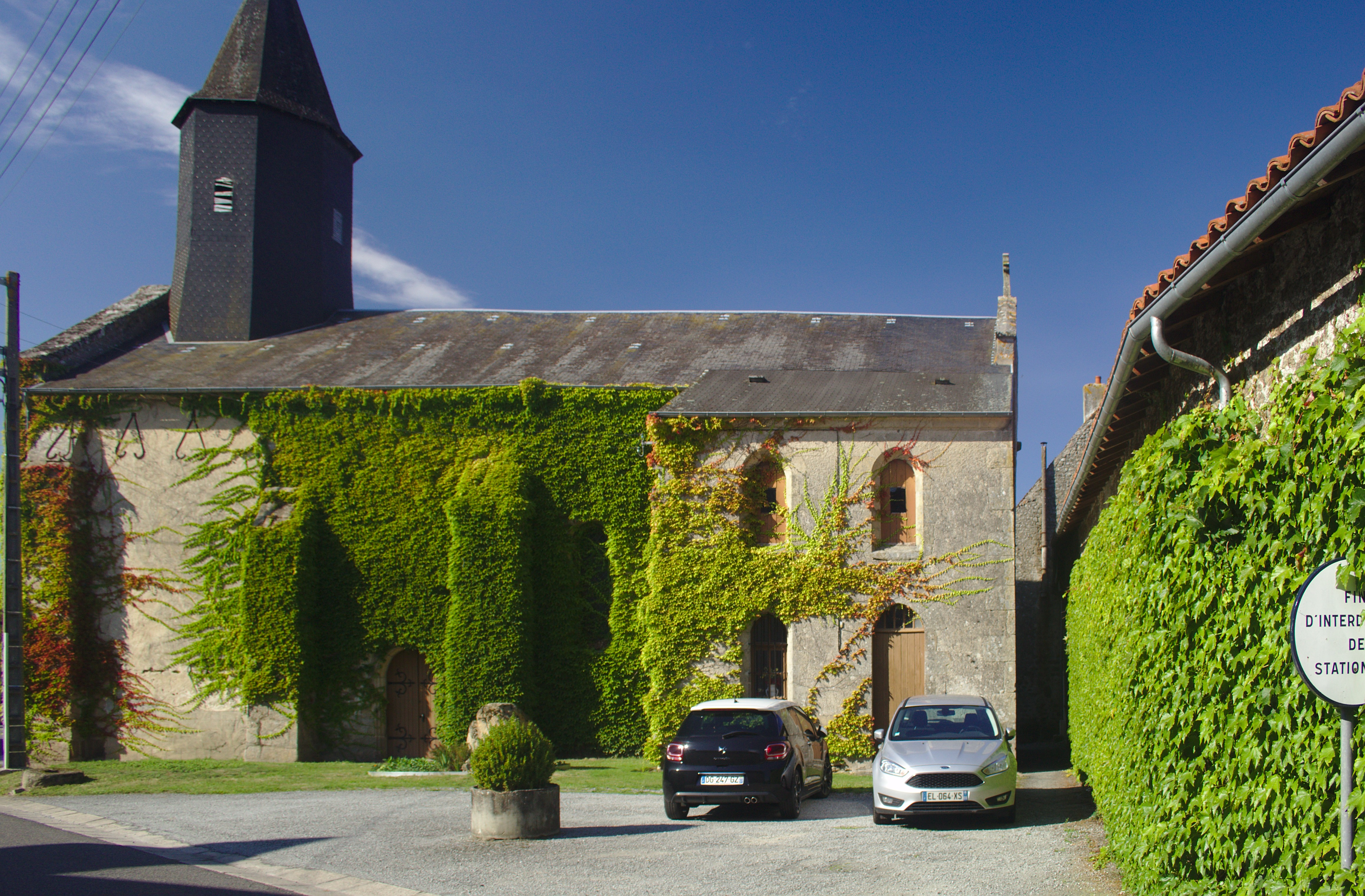
Église Saint-Saturnin de Saint-Sornin-Leulac.

- deux croix en granit sculptées, à barillet, sont visibles à Saint-Priest-le-Betoux (certainement des croix de procession) ;
- trois moulins sur la Brame : le moulin de Lavaud et le moulin des Rampiottes (ou des Rapiettes ou des Roches ou de la Grosse Pierre) et le moulin de Vaupoutour (ou de Fleuretet) en ruines[51] ;
- l'ancienne carrière d'uranium à ciel ouvert de Montulat (1979-1983) ;
- église Saint-Saturnin de Saint-Sornin-Leulac ;
- église Saint-Priest de Saint-Priest-le-Betoux.

### Le parler local
Dans cette région de transition entre la langue d'oc et la langue d'oïl, le nombre des sous-dialectes est quasiment égal à celui des communes. Cette zone, en forme de croissant pointu, rejoint la Charente, à l'ouest aux monts de la Madeleine (Allier) à l'est.
À Saint-Sornin est encore parlée par des gens ayant la cinquantaine ou plus, pas forcément ruraux, une variante du Marchois, considéré comme un sous-dialecte du Limousin. Il y a d'ailleurs longtemps que plusieurs familles sont bilingues.
D'après l'analyse de Michel Dupeux, qui cite l'ouvrage de Charles de Tourtoulon et Octavien Bringuier sur la répartition géographique des patois de la Basse-Marche, l'on peut déduire que Saint-Sornin-Leulac se situe dans la zone sous-dialectale A1, c'est-à-dire la première zone après la frontière de la langue d'oc et de la langue d'oïl, frontière estimée par le philologue limousin E. Ruben, cité par A. Goursault.
Échantillons comiques de patois local : 
- Bounne annade, bounne santade, la goutte au na toute l'annade !
- Minge donc, minge donc, te sâs pas qui qu'te mingera
- Lou jours allongeant par Nadô d'un pas de jau, et par le premi d'l'an, d'un pas de jument (dicton)
- Queu-qui, ou vaut peuta plus haut qu'a l'tchou !

### Contes et légendes

#### La légende de la pierre percée

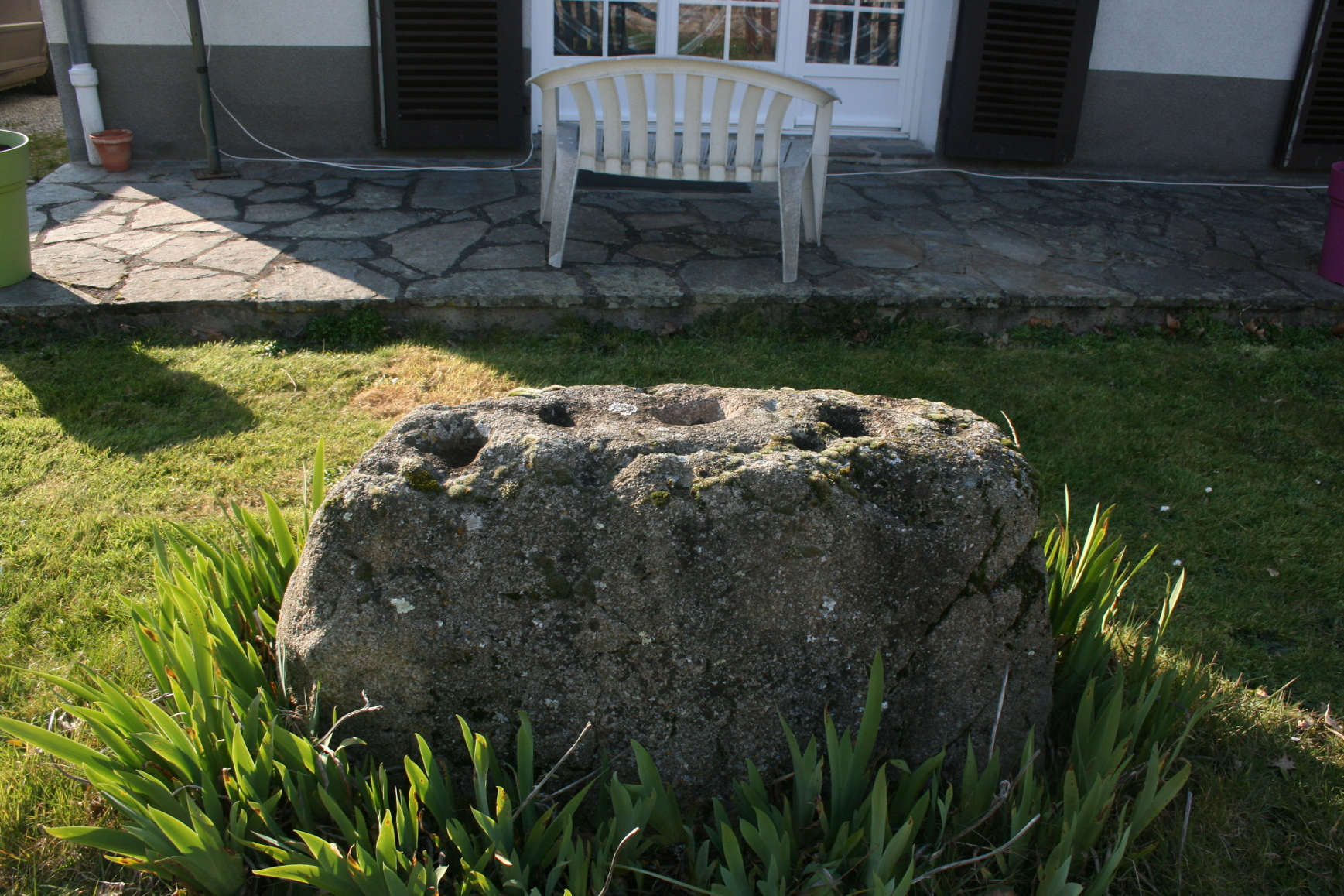
La pierre percée (en mars 2016).

Une pierre présentant de nombreux trous à sa surface, « La pierre percée », subsistait à la sortie du bourg, sur la route de Chateauponsac, à un carrefour. À la suite de travaux nécessitant son déplacement, elle a été sauvegardée dans une propriété privée, dans le bourg.  La légende orale, rapportée par les anciens, raconte que dans la nuit du mardi gras, tous les chats de la contrée se réunissaient autour d'elle, pour y faire bombance. Chacun y avait son écuelle, représentée par un trou. Chaque trou était destiné à recevoir un aliment ou une boisson particulière ; un recevait du pain, un autre de la viande, un du lait, un autre de l'eau.
Il s'agit d'un bloc de granit isolé, reconverti en borne de champs, qui présente des cupules à sa surface. Certaines sont intactes, d'autres ont été remaniées par un surcreusement plus ou moins important.
Diverses hypothèses s'affrontent sur l'origine de ces cupules qui semblent contemporaines des dolmens, soit 4000 ans av. J.-C. au Néolithique. L'une de ces hypothèses est fondée sur une utilisation pragmatique : les cupules pourraient être la marque de l'usure provoquée par une baguette de bois mise en rotation avec une sorte d'archet pour provoquer un échauffement au contact de la pierre. Cet échauffement enflammait de l'étoupe ou des brindilles pour à allumer du feu. Quand la cupule était devenu trop large pour un échauffement optimal, la baguette était posée à un autre endroit du bloc.
On peut avancer une autre explication plus prosaïque : les cupules seraient d'origine naturelle, creusées par le gel, le dégel et la pluie. Elles auraient ensuite été remaniées par l'homme, pour des raisons et des usages divers.
Le nom de quartier de la pierre percée subsiste sur le cadastre.

#### La mère Gourgou
Quel limousin, étant enfant, alors qu'il s'approchait de la margelle d'un puits, ne s'est pas entendu apostrophé de la façon suivante ? 
« Ne t'approche pas du puits, malheureux ! La mère Gourgou qui vit au fond t'attraperait et te mangerait ! »
Il s'agissait de faire peur aux enfants pour les éloigner de ces lieux dangereux, car les puits n'étaient pas fermés.

#### Le virage de la Picoune
Sur la route de Saint-Sornin-Leulac, à la Croisière (RN 145), figure un virage prononcé, lieu de plusieurs accidents, qui porte un nom étrange : « le virage de la Picoune ». Dans ce virage débouche sur la RN 145 le chemin vicinal C3 qui dessert un village de la commune, Montulat. La mémoire locale rapporte qu'une femme habitait la maison, aujourd'hui en ruine, implantée à ce carrefour. Les enfants qui passaient avaient l'habitude de la saluer et, elle, de les embrasser. Mais voilà, la dame en question était pourvue d'un système pileux agressif sur la figure d'où le surnom qui lui avait été donné : « La Picoune » et nombreux étaient ceux ou celles qui essayaient d'échapper à ses embrassades, car elle... piquait !

### Les carrières de Pierrebrune

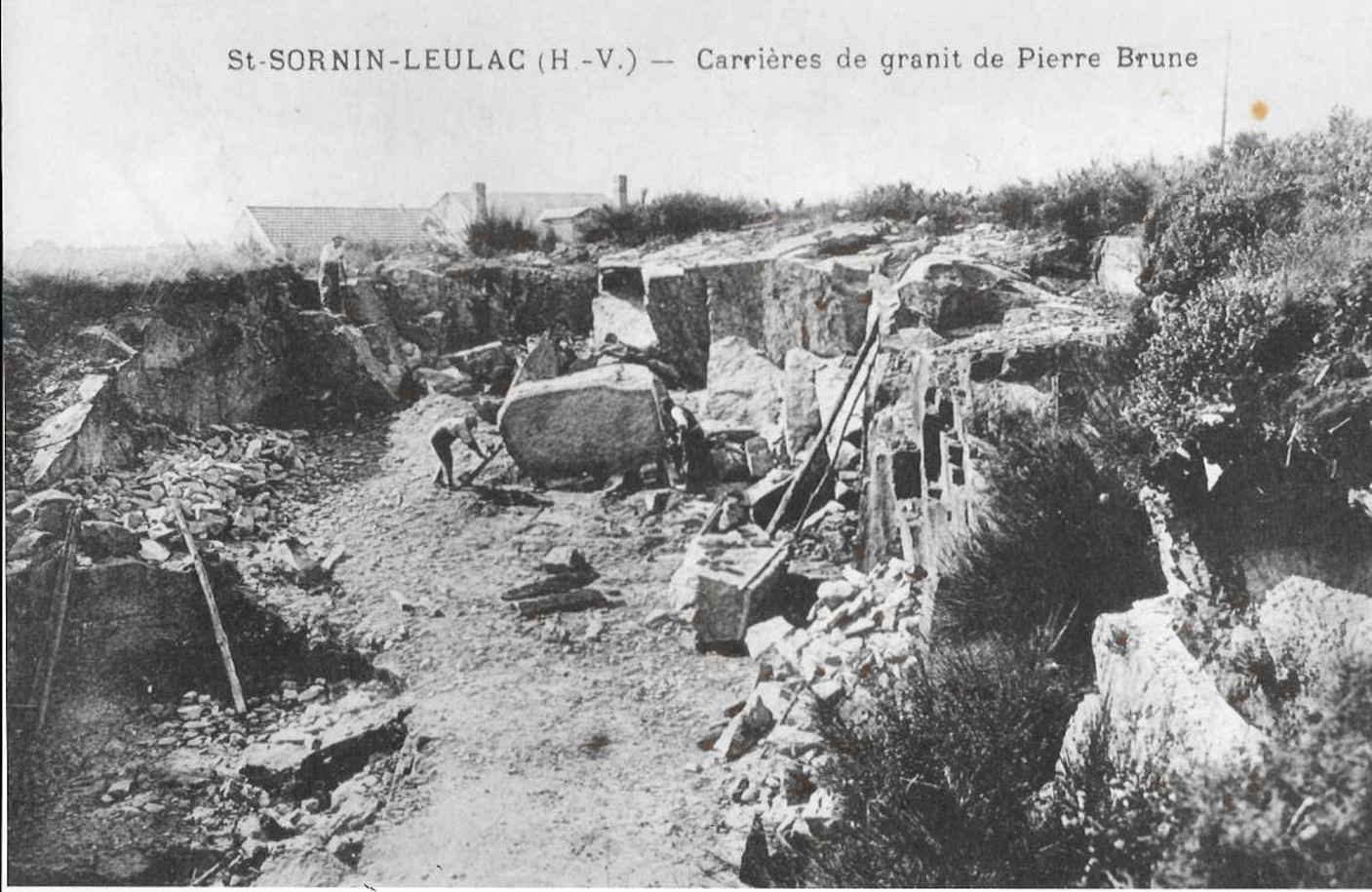
Carrière de granite de Pierrebrune (début du XXe siècle).

Des années 1920 à 1949, M. Pierre Beaudelet, tailleur de pierre, a exploité un filon de microgranite, dans ses carrières dites de Pierrebrune, situées à la sortie du bourg de Saint-Sornin-Leulac, en direction de Magnac-Laval. Le nom de cet endroit ne figure pas sur le cadastre. Ce microgranite a été retenu pour sa couleur brune originale (présence d'oxyde de fer) et son grain fin qui favorisait un polissage et un fini exemplaire. On doit à M. Beaudelet la réalisation du bassin central de la place dont la fontaine, à l'origine, était alimentée par un captage situé au Peu Francilloux. L'eau était conduite par un aqueduc souterrain, jusqu'au centre du bourg. Il a réalisé également de nombreux caveaux dans le cimetière de Saint-Sornin, avec une croix sculptée, d'un modèle personnel et repérable. Il a également fourni les cimetières alentour et a, entre autres travaux pour des particuliers, notamment à Arnac-la-Poste, taillé des appareils de fenêtres pour l'école de Saint-Léger-Magnazeix.

### Protection des espèces
Le clocher de l'église, aménagé, abrite une espèce de chiroptère protégée, le Grand Murin (Myotis myotis). Tous les ans, au mois de juin, 300 à 400 de ces chauve-souris viennent se reproduire à cet endroit, les jeunes bénéficiant de la température élevée régnant sous la couverture en ardoise.

### Personnalités liées à la commune
- François Chenieux (1845-1910), chirurgien reconnu, fondateur de la première clinique chirurgicale moderne en 1897 et homme politique humaniste, maire de Limoges de 1892 à 1895, est né le 5 janvier 1845 à Villemont, village de la commune de Saint-Priest-le-Betoux[61]. Il est inhumé à Bussière-Madeleine -Creuse-[62], non loin de sa maison bourgeoise de style arcachonnais, de Lezat.
- Xavier Jean Mazurier[63] (1860-1948), homme politique, président de la chambre des notaires de Bellac, né le 13 octobre 1860 à Saint-Sornin-Leulac, décédé le 17 juillet 1948 à Châteauponsac. Il fut sénateur de la Haute-Vienne de 1920 à 1927.

### Héraldique
|  | Les armoiries de Saint-Sornin-Leulac se blasonnent ainsi : Écartelé, au premier et au quatrième d'azur à la lettre S capitale d'argent, au deuxième et au troisième de sable aux deux barres d'argent. |

## Population et société

### Enseignement
Saint-Sornin-Leulac est située dans l'académie de Limoges.
Elle administre une école élémentaire communale regroupant 18 élèves en 2014-2015.

### Manifestations culturelles et festivités
Marché hebdomadaire le vendredi. Produits locaux.
La fête communale annuelle a lieu le 28 juin.
Le marché de Noël le premier samedi du mois de décembre.

### Santé
Au sein de la commune, les habitants disposent d'une maison de santé avec une ostéopathe, ainsi qu'une pharmacie.
Des recherches difficiles sont en cours pour essayer de retrouver un médecin ( 2024 ).
Des infirmières du pôle santé de Chateauponsac viennent tous les jours pour assister certains habitants de la commune.

### Sports
Un rallye automobile, très fréquenté, est organisé début juillet, chaque année depuis 1984.
La commune dispose d'un centre de plongée et d'un club de football.